# Víctor Calderón
Víctor Calderón Reyes (Santa Rosa de Viterbo, 1867-Bogotá, mayo de 1909) fue un oficial del ejército, empresario, terrateniente, explorador y político colombiano, miembro del Partido Liberal Colombiano.
Calderón ocupó el ministerio de guerra de Colombia de 1908 a 1909, durante el gobierno de su pariente, el presidente Rafael Reyes Prieto. Fue también comisionado por el gobierno para la exploración del actual departamento de Magdalena, para estudiar si los terrenos de la zona era aptos para la tenencia, pues Reyes buscaba entregárselas a veteranos de guerra para el comercio del banano.

## Familia

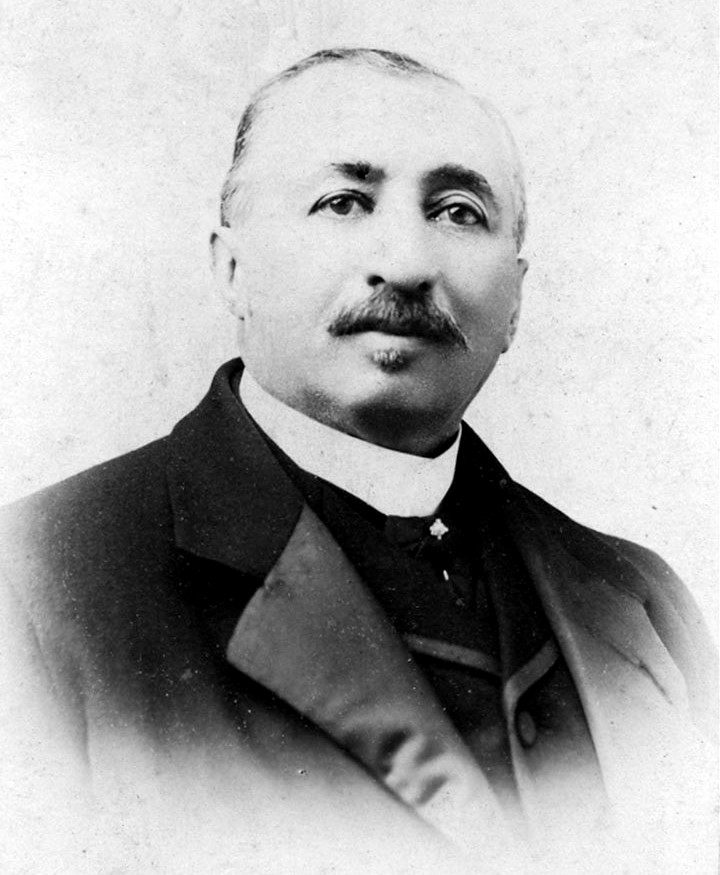
Clímaco Calderón su hermanastro.

Sus padres eran Carlos Calderón Reyes I y su primera esposa Inés Reyes Fonseca, siendo sus hermanos Florentino, Antonio, Segunda, José María y Víctor Calderón Reyes.
Por otro lado, su padre se unió en segundas nupcias con Clotilde Reyes, su cuñada, con quien tuvo a Clímaco y Carlos Calderón Reyes II. Su hermano Luis Felipe fue un médico y académico, mientras que su hermanastro Clímaco fue presidente encargado de Colombia en 1882; y Carlos, ministro en varios gobiernos conservadores. Las hermanas Reyes Fonseca eran hermanastras del general Rafael Reyes Prieto, expresidente de Colombia.